# Dubai Tennis Championships 1999
Il Dubai Tennis Championships 1999 è stato un torneo di tennis giocato sulla cemento. 
È stata la 7ª edizione del Dubai Tennis Championships, 
che fa parte della categoria International Series nell'ambito dell'ATP Tour 1999,
Il torneo si è giocato al Dubai Tennis Stadium di Dubai negli Emirati Arabi Uniti,
dall'8 al 14 febbraio 1999.

## Campioni

### Singolare maschile
Jérôme Golmard ha battuto in finale  Nicolas Kiefer con il punteggio di 6–4, 6–2

### Doppio maschile
Wayne Black /  Sandon Stolle hanno battuto in finale  David Adams /  John-Laffnie de Jager con il punteggio di 4–6, 6–1, 6–4